# Miho Kawabe
Miho Kawabe, född den 2 juli 1974 i Ibaraki prefektur, Japan, är en japansk konstsimmare.
Hon tog OS-brons i lagtävlingen i konstsim i samband med de olympiska konstsimstävlingarna 1996 i Atlanta.